# جعبه

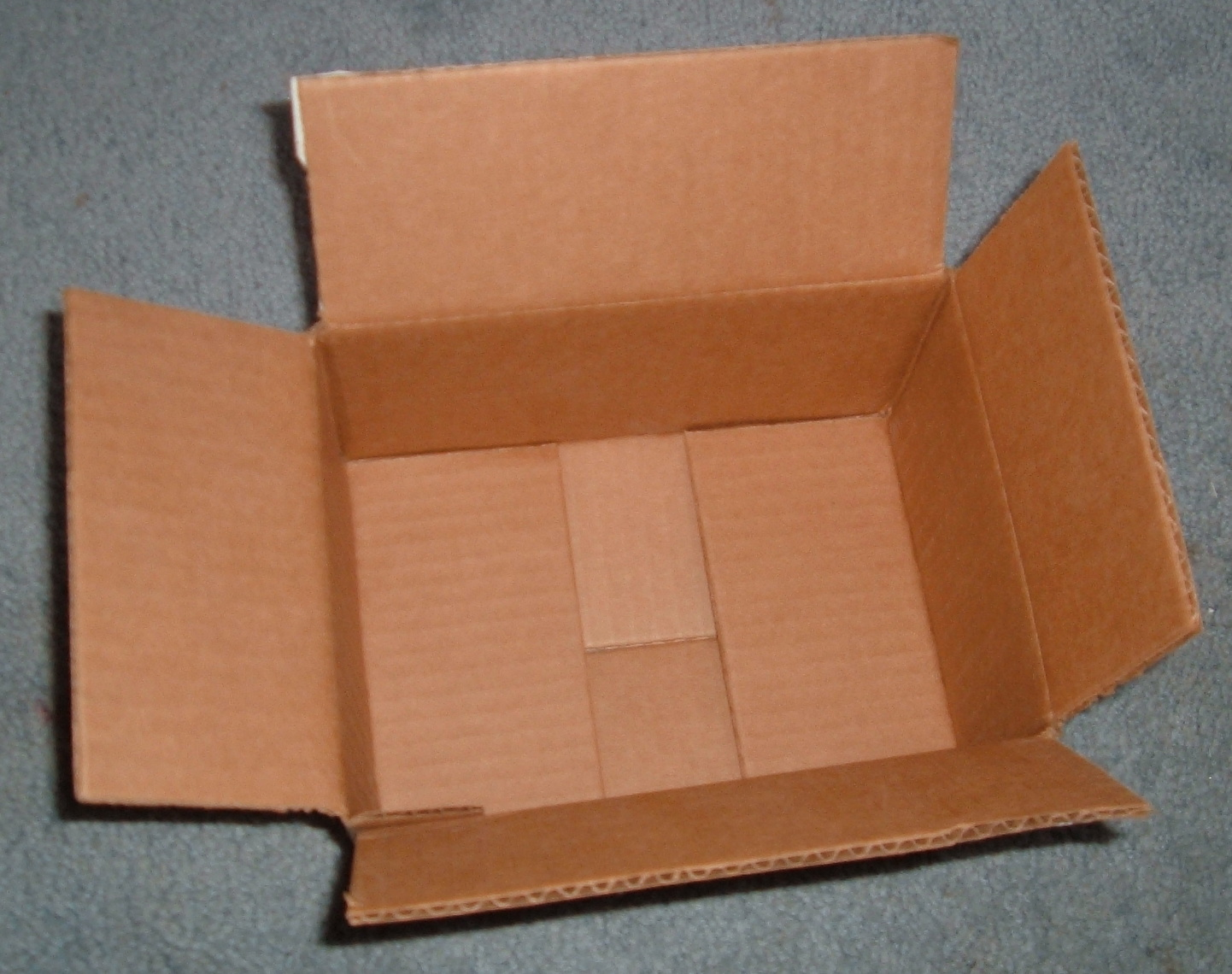
جعبه خالی حمل و نقل

جعبه یا شَگا ظرف یا انباره ایست که به منظور نگهداری و بسته‌بندی موقت یا دائم مواد و گاه برای حمل و نقل بکار می رود. معادل فارسی جعبه شگا است که در اصل به معنی تیردان و امروزه به محل انبار هر چیز دیگر اشاره دارد. مانند جعبه ابزار و جعبه کمک‌های اولیه
جعبه ممکن است از مواد بادوام مانند چوب یا فلز یا از مواد غیربادوام مانند مقوا ساخته شده باشد. جعبه‌ها ممکن است بسیار کوچک (قوطی کبریت) یا بسیار بزرگ باشند. شکل جعبه‌ها متفاوت بوده و هرگاه بدون اشاره به شکل یا کاربرد خاصی از کلمه جعبه استفاده شود، منظور جعبه ایست که مکعب مستطیل باشد. همچنین جعبه‌ها ممکن است از نوع جعبه‌های مقوایی باشند یا ممکن است درب(باز شونده یا کشویی) داشته یا نداشته باشند.

## منبع
1. 1 2  مشارکت‌کنندگان ویکی‌پدیا. «Box». در دانشنامهٔ ویکی‌پدیای انگلیسی، بازبینی‌شده در ۳ آگوست ۲۰۰۹.
2. ↑  «لغتنامه دهخدا». دریافت‌شده در ۳ آگوست ۲۰۰۹.